# Stadler FC
A Stadler FC egy megszűnt labdarúgócsapat, melynek tulajdonosa Stadler József akasztói milliomos volt. Az 1993-ban alapított labdarúgócsapat székhelyéül a Bács-Kiskun vármegyei Akasztó szolgált. Az NB II – Keleti csoportjának megnyerése után négy szezont töltött az élvonalban, legjobb eredménye a 9. helyezés volt.

## Története
A Kiskőrösi Petőfi LC csapata hosszabb ideig alacsonyabb osztályban szerepelt, mígnem 1993-ban megjelent a klub körül Stadler József. A csapat névadó szponzoraként, hamarosan klubtulajdonosaként jelentős összeggel segítette az egyesületet, amely az 1993–94-es idényben az NB II. Keleti csoportját megnyerve Bács-Kiskun vármegye története első NB I-es labdarúgócsapatává vált.
A feljutást követően új stadion épült a Kiskőrös melletti kisközségben, Akasztón, amely hosszú ideig az ország legmodernebb stadionjaként adott otthont a Stadler FC mérkőzéseinek.
A csapat első idényében rögtön a középmezőnyben tartózkodott, az 1994–95-ös szezont a 9. helyen zárta. Ezt a teljesítményt a következő szezonban sikerült megismételnie.
Ezután azonban leáldozott a klubtulajdonos, és vele együtt a Stadler FC csillaga is. Stadler József ellen adóügyi vizsgálatok indultak, a csapat pedig 1996–97-ben 16. helyezése után csak osztályozóval maradt benn a bajnokságban. Az 1997-98-as idény pedig mindmáig a Stadler FC utolsó élvonalbeli szezonja volt. Stadler Józsefet elítélték, a csapat pedig csak becsületből játszotta végig a szezont, utolsó helyen végeztek, majd a másodosztályban már nem indultak el.

## Eredmények
| Idény   | Bajnokság | Helyezés |
| ------- | --------- | -------- |
| 1993–94 | NB II     | 1.       |
| 1994–95 | NB I      | 9.       |
| 1995–96 | NB I      | 9.       |
| 1996–97 | NB I      | 16.      |
| 1997–98 | NB I      | 18.      |

- Összesen: 128 meccs, 28 győzelem, 39 döntetlen, 61 vereség, gólkülönbség: 121-192, 133 pont
- Legjobb szereplés a Magyar Kupában: 1994-95 - negyeddöntő
- Legtöbb mérkőzést játszották az NB I-ben:
  - Kertész János:  111 mérkőzés
  - Molnár Zoltán:  108 mérkőzés
  - Miroszlav Resko:  97 mérkőzés
  - Vjacseszlav Jeremejev:  84 mérkőzés
  - Csehi István:  67 mérkőzés
  - Kovács Zsolt:  67 mérkőzés

## Ismertebb játékosok
* a félkövérrel írt játékosok rendelkeznek felnőtt válogatottsággal.
- Oleg Korol
- Aleksandrs Jeļisejevs
- Rolands Bulders
- Sorin Cigan
- Igor Nicsenko
- Vjacseszlav Jeremejev
- Babócsy András
- Dragóner Attila
- Kovács József
- Lakatos Ferenc
- Nagy Norbert
- Sass János

## A klub edzői
| Név              | Időszak   | Mérkőzés |
| ---------------- | --------- | -------- |
| Tellinger Vilmos | 1993–1994 | 30       |
| Ioan Pătraşcu    | 1994      | 6        |
| Sándor István    | 1994–1997 | 102      |
| Bozai Gyula      | 1997      | 3        |
| Linka József     | 1998      | 17       |

## Stadion
Az alig több mint háromezer lakosú Akasztóra épített egy 22 000 férőhelyes stadiont, ami akkor az ország legmodernebb sportlétesítményének számított. Csodájára jártak a szurkolók, minden vendégcsapatot a szokásosnál népesebb szurkolótábor kísérte Akasztóra, mivel a saját szemükkel akarták látni a semmi közepén felhúzott óriási stadiont. Az akasztói stadion a csapat megszűnése után sem maradt csapat nélkül, az agárdi Gázszer költözött oda egy szezonra. Utána még a Dunaferr is használta albérletül a pályát, ami azóta az enyészeté lett.
A fővárosi csapatok ellen nem volt ritka, hogy 12–15 ezren legyenek a stadionban, de a vidéki nagyobb gárdákra, a Békéscsabára és a Szegedre is 5–7 ezren kíváncsiak voltak. Talán nem meglepő, hogy a nézőcsúcsot egy Ferencváros elleni derbi tartja, amelyet 1995. június 24-én 22 000-en láttak az utolsó fordulóban.